# نیروگاه برق‌آبی میکرو

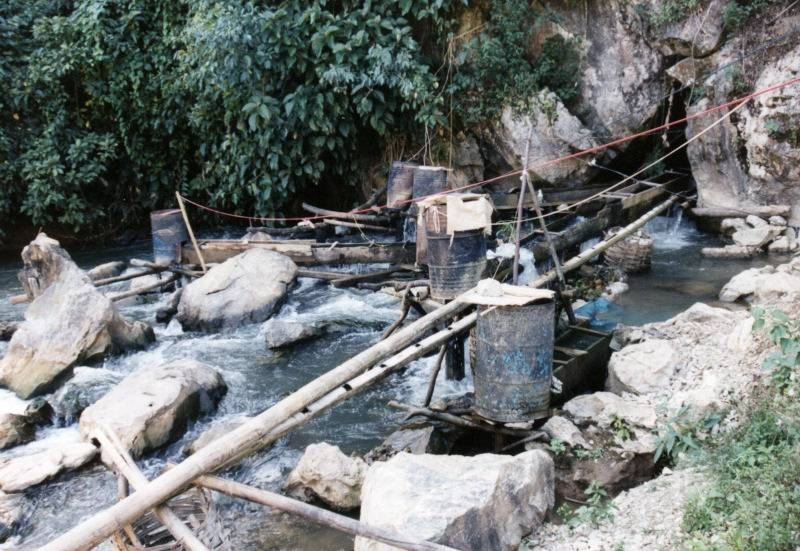
یک نیروگاه برق‌آبی میکرو در شمال‌غربی ویتنام.

نیروگاه برق‌آبی میکرو (به انگلیسی: Micro hydro) نوعی نیروگاه برق‌آبی است که به طور معمول توانی الکتریکی تا ۱۰۰ کیلووات را با استفاده از جریان طبیعی آب تولید می‌کند.
چنین نیروگاه‌هایی می‌توانند انرژی الکتریکی موردنیاز تعداد محدودی خانه یا جوامع کوچک را تأمین نمایند. این دست نیروگاه‌ها، چون نیازی به سوخت و هزینه‌های مرتبط به آن ندارند، یک منبع اقتصادی تأمین انرژی به حساب می‌آیند و به همین دلیل می‌توان موارد استفاده از آن‌ها را در اقصی‌نقاط جهان به‌ویژه در کشورهای در حال توسعه مشاهده کرد.
سیستم‌های برق‌آبی میکرو مکمل سیستم‌های خورشیدی فتوولتاییک هستند، چرا که در بسیاری از مناطق، جریان آب و در نتیجه نیروی برق‌آبی در فصل زمستان در حداکثر میزان خود قرار دارد که درست در همین زمان انرژی خورشیدی کمترین میزان خود را دارای می‌باشد. در اغلب موارد در نیروگاه‌های برق‌آبی میکرو، به دلیل هد بالا (ارتفاع زیاد) و جریان کم آب از توربین پلتون استفاده می‌شود.
تأسیسات این نوع نیروگاه‌ها در اغلب موارد تنها از یک حوضچه یا مخزن (سد) کوچک ذخیره آب تشکیل شده‌اند که در قسمت بالا دست (مسیر آب) احداث می‌شود و جریان آب مورد نیاز برای گرداندن توربین، با استفاده از چند صدمتر لوله‌کشی از حوضچه در بالا دست به ژنراتورخانه در پایین دست منتقل می‌گردد.